# 642 a.C.
Il 642 a.C. (DCXLII a.C. in numeri romani) è un anno  del VII secolo a.C.

## Morti
- Manasse, sovrano